# Hammersmith (London Underground)

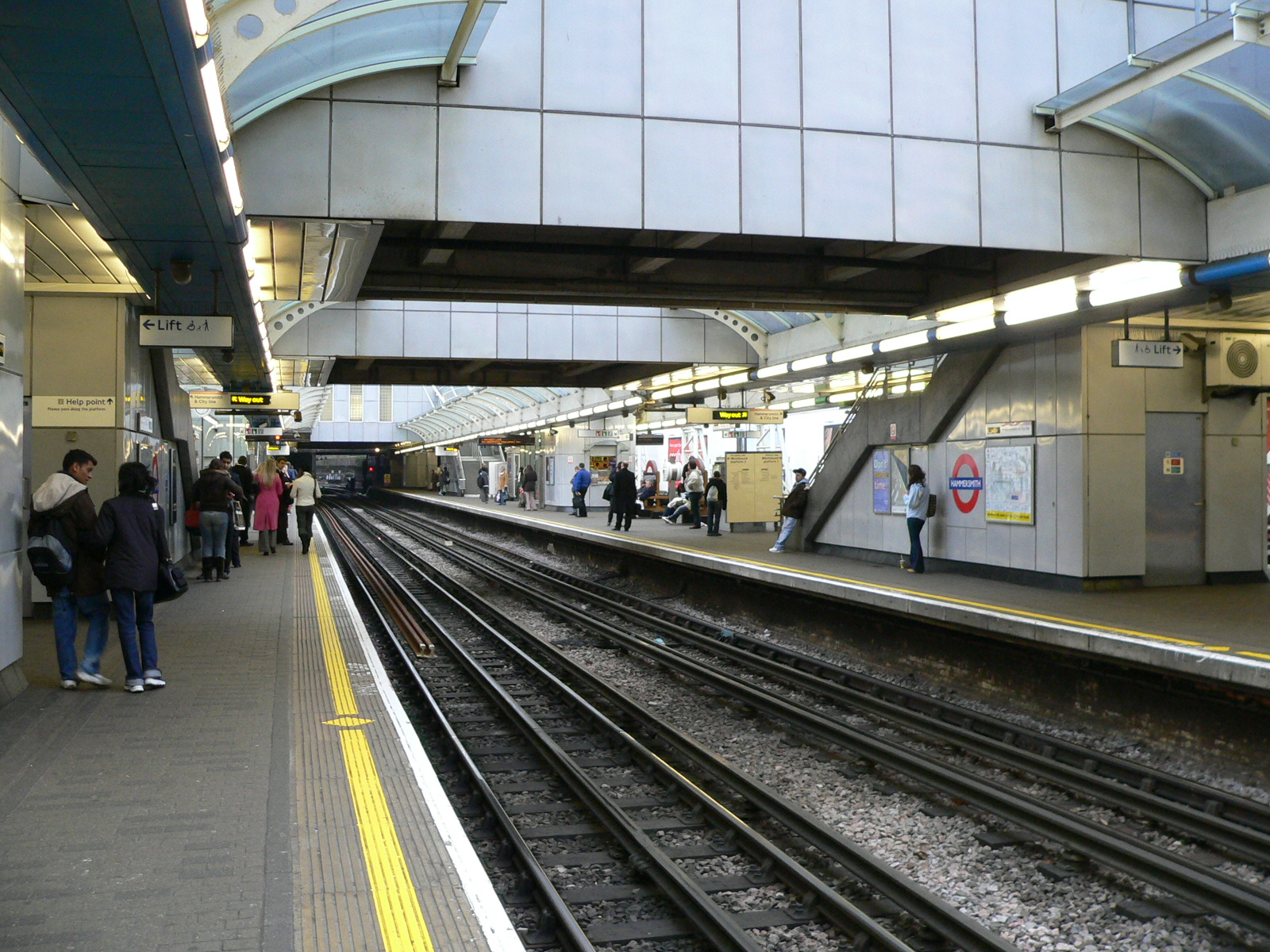
Gleise der Piccadilly Line, jene der District Line befinden sich links und rechts des Bildausschnittes

Hammersmith ist der Name zweier benachbarter oberirdischer Stationen der London Underground im Stadtbezirk London Borough of Hammersmith and Fulham. Sie liegen in der Tarifzone 2 am Schnittpunkt von sechs Hauptstraßen im Stadtteil Hammersmith. Hier verkehren Züge der Circle Line, der District Line, der Hammersmith & City Line und der Piccadilly Line. Eine Sehenswürdigkeit in der Nähe ist die Konzerthalle Hammersmith Apollo.
Die Station der District Line und der Piccadilly Line liegt im Einschnitt inmitten eines verkehrsreichen Kreisverkehrs mit fast 200 Metern Durchmesser. Die Gleise der Piccadilly Line liegen dabei zwischen jenen der District Line. Zwei Mittelbahnsteige erleichtern das Umsteigen zwischen Zügen der beiden Linien, die in der gleichen Richtung unterwegs sind. Unmittelbar westlich der Station folgt ein rund 200 Meter langer Tunnel unter der Beadon Road. Die Station der Hammersmith & City Line und der Circle Line liegt an der Beadon Road, an der Nordseite des Kreisverkehrs. Sie besitzt die Form eines Kopfbahnhofs. Beide Stationen sind durch eine Fußgängerunterführung miteinander verbunden.
Im Jahr 2014 nutzten 29,26 Millionen Fahrgäste die Station der District Line und der Piccadilly Line, 9,72 Millionen jene der Hammersmith & City Line und der Circle Line.

## Geschichte

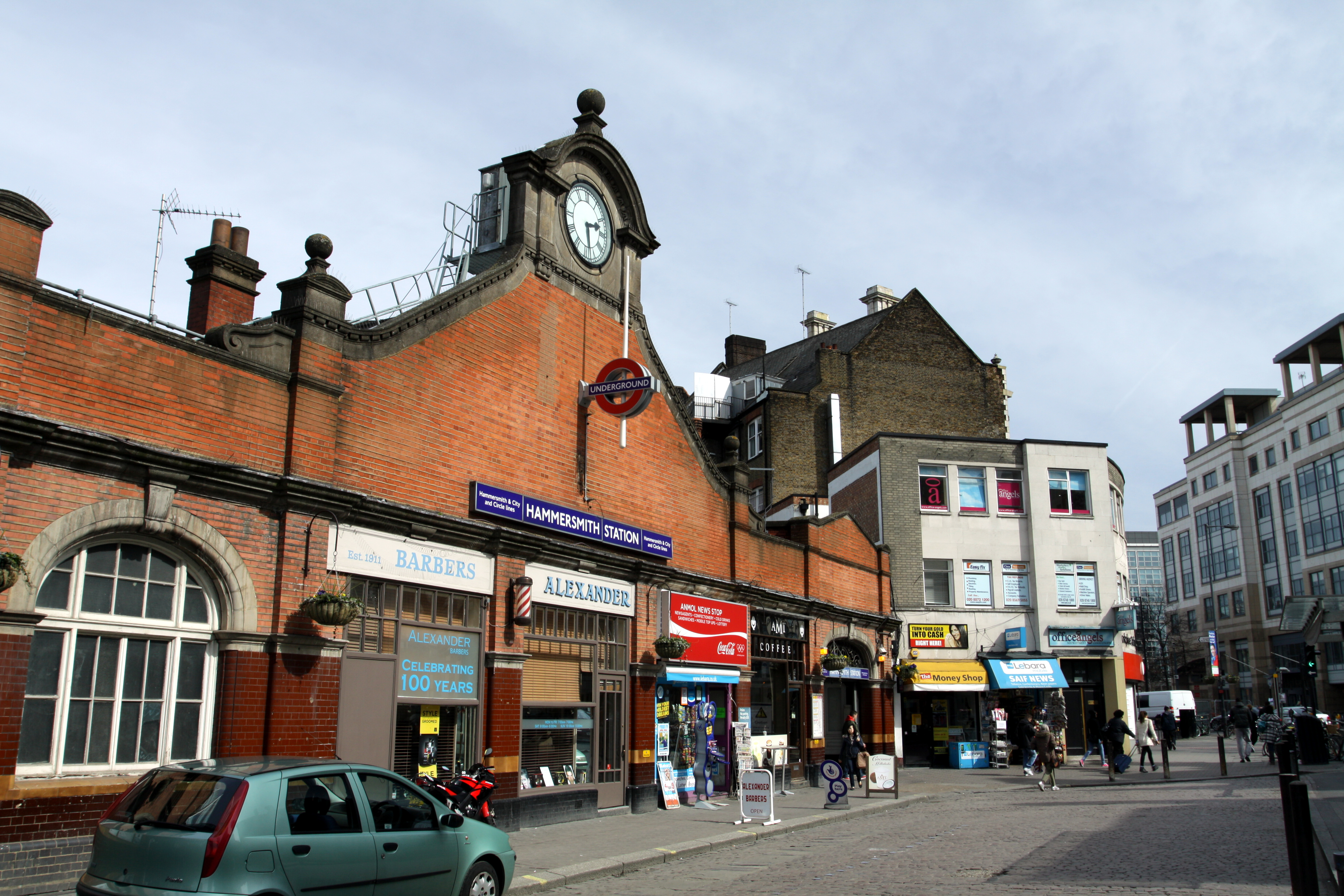
Station der Hammersmith & City Line und der Circle Line

Am 13. Juni 1864 verlängerte die Metropolitan Railway (Vorgängergesellschaft der Metropolitan Line) die erste U-Bahn-Linie der Welt von Paddington aus weiter in Richtung Südwesten nach Hammersmith. Der erste provisorische Kopfbahnhof lag ein wenig weiter nördlich und wurde am 1. Dezember 1868 durch das heute noch bestehende Gebäude ersetzt.
Die Metropolitan District Railway (heutige District Line) strebte ebenfalls danach, ihr Streckennetz in die rasch wachsenden westlichen Vororte zu erweitern. Am 9. September 1874 erreichte sie Earl’s Court aus Hammersmith. Ab dem 1. Juni 1877 fuhren die District-Züge weiter über Gleise der London and South Western Railway (L&SWR) nach Richmond.
Auch die Metropolitan Railway hatte einen Kooperationsvertrag mit der L&SWR abgeschlossen und baute ein Verbindungsgleis zu den Gleisen in Richtung Richmond. Diese am 1. Oktober 1877 eröffnete Verbindung zweigte kurz vor dem Kopfbahnhof ab und führte durch die neu errichtete Station Hammersmith (Grove Road) und über einen kurzen Viadukt zur Station Ravenscourt Park. Am 31. Dezember 1906 wurden die Zugfahrten über die Verbindungsstrecke eingestellt. Teile des Viadukts sind bis heute erhalten geblieben.
Am 15. Dezember 1906 erfolgte die Eröffnung der Piccadilly Line. Deren erster Abschnitt führte von Hammersmith durch die Innenstadt bis nach Finsbury Park. Die westliche Verlängerung der Linie folgte am 4. Juli 1932. Um Platz für diese Verlängerung zu schaffen, musste die Station umgebaut werden; so kam beispielsweise ein zweiter Mittelbahnsteig hinzu.
Die Station der District Line und der Piccadilly Line wurde in den 1990er Jahren neu gebaut. Der Gebäudekomplex umfasst seither auch ein Einkaufszentrum und einen Busbahnhof. Während des Umbaus kamen Teile der ursprünglichen Schalterhalle zum Vorschein. Die dekorativen Fliesen, auf denen unter anderem die Hammersmith Bridge abgebildet ist, blieben erhalten und sind heute in der nördlichen Schalterhalle zu sehen. Seit dem 13. Dezember 2009 ist Hammersmith auch Endstation für Züge der Circle Line.